# 에드위나 체미어
에드위나 랫클리페 체미어(영어: Edwina Ratcliffe Chamier, 1890년 3월 27일 ~ 1981년 5월 31일)는 캐나다의 체스터에서 태어난 캐나다의 여성 알파인 스키 선수이다. 그는 1936년 동계 올림픽의 알파인 스키 종목에 출전해 회전 1차시기에서 실격당해 '경기를 마치지 않음'(DNF)으로 기록되었다. 1981년에 영국의 햄프셔주에서 사망하였다.